# Ferrari FXX K
La Ferrari FXX K est une voiture de sport du constructeur automobile italien Ferrari destinée à une utilisation exclusive sur circuit. Elle est dévoilée à Abou Dabi le 3 décembre 2014.
La base reprend le modèle le plus puissant de la gamme Ferrari LaFerrari ; les ingénieurs en ont fait une voiture laboratoire pour clients avertis. La Ferrari FXX K est un prototype avec seulement 32 exemplaires.
Elle reprend le concept « compétition client » introduit par la FXX originale en 2006.
La voiture n'est homologuée ni pour la route, ni pour quelque catégorie de course que ce soit. Les clients deviennent les pilotes d'essais de Ferrari.
Les données recueillies sur les voitures lors des courses (tour des circuits du monde inclus dans le prix du véhicule, courses monomodèles FXX K organisées par la maison mère) serviront aux ingénieurs de Ferrari pour développer de nouvelles technologies, de nouvelles voitures et les prochaines supercars.

## Présentation
La FXX K est propulsée par un moteur V12 de 6,3 litres de cylindrée, développant 860 chevaux à 9 200 tr/min. Ce dernier est doté d'un système de récupération de l'énergie cinétique (SREC, ou KERS en anglais) inspiré de la Formule 1, baptisé « Hy-Kers », qui lui octroie un supplément de puissance de 190 ch, portant la puissance totale à 1 050 ch. Le couple dépasse 900 N m. Grâce à l'utilisation extensive de matériaux composites, la FXX K pèse aux alentours de 1 265 kg.
Le pilote peut choisir parmi quatre options de conduite :
- Qualify, qui permet de tirer le meilleur de la voiture pour un nombre de tours de piste limité. On peut ainsi atteindre les limites de la voiture et de ses composants.
- Fast Charge, à choisir avant d'accéder à la piste et de s'engager dans une course, on peut ainsi recharger très rapidement les batteries du système hybride et passer ensuite sur Long Run.
- Long Run, permet de disposer d'une optimisation parfaite des performances au cours d'une longue séquence d'utilisation. Pour améliorer encore les dépassements, le pilote peut alors choisir d'utiliser la fonction Manual Boost.
- Manual Boost, permet d'obtenir instantanément un surplus de puissance et un pic de couple maximum comme le vrai KERS sur les voitures de Formule 1.

Elle est équipée de pneumatiques Pirelli P-Zero Slick qui, grâce aux capteurs intégrés, analysent instantanément toutes les informations disponibles de pression et température, comme en course, mais aussi l'accélération longitudinale, latérale et radiale. Le freinage est assuré par un ensemble Brembo en carbone-céramique.
Outre la multitude de raffinements techniques, la FXX K bénéficie des dernières recherches aérodynamiques actives et passives. Par rapport à la FXX, la carrosserie a été sensiblement modifiée puisque le constructeur était libre de ses choix, la voiture n'est pas contrainte aux règlements et homologations pour les courses. Elle inaugure un nouveau spoiler avant en fibre de carbone en deux parties, des jupes latérales qui isolent le flux d'air du bas de caisse et surtout une partie arrière totalement repensée. Les mini-ailerons latéraux laissant la place à un aileron mobile ; les feux sont réduits à une simple barre de diodes. Un énorme extracteur d'air arrière typé « F1 » fait son apparition. L'appui aérodynamique est encore amélioré, la portance négative est de 540 kg à une vitesse de 200 km/h, une augmentation de 50 % par rapport à la LaFerrari.

## Ferrari FXX K Evo

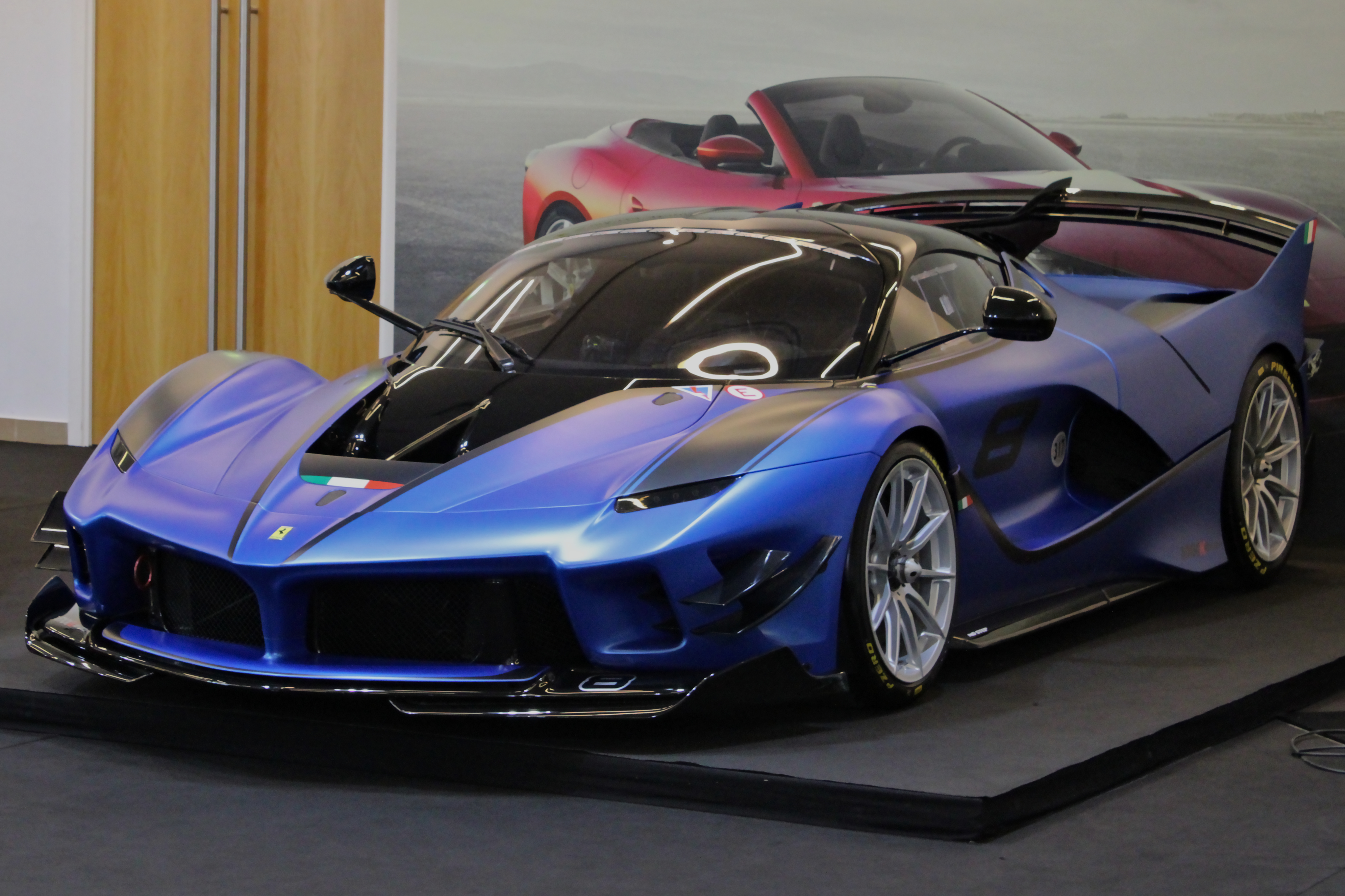
Ferrari FXX K Evo.

Le 29 octobre 2017, au circuit du Mugello, Ferrari dévoile une version radicale de la FXX K. Appelée Evo (pour Evoluzione), la puissance est la même que la FXX K, soit 1 050 ch. Comme la FXX K, elle est utilisable uniquement sur circuit.

## Production
La production totale est de 41 exemplaires, (comprenant 32 FXXK et 9 FXXK EVO) qui ont tous été vendus au prix unitaire de 2,4 millions d'euros. L'achat comprend une assistance à chaque sortie sur piste, incluse dans le prix de vente. Le modèle a été réservé  aux meilleurs clients/collectionneurs de la marque.
Les propriétaires ont pu choisir les numéros de course de leur voiture :
- no 1  - Aaron Kwok (Hong Kong)
- no 2  - Frank Kanayet (Colombie)
- no 3  - Joseph Chan (Hong Kong)
- no 5  - Songyang Fu (Chine)
- no 6  - Lawrence Stroll (Canada Québec - Suisse)
- no 8  - Deborah & Claudio (Italie)
- no 9  - Florin Voicu (Roumanie)
- no 10 - Henrik Hedman (Suède)
- no 13 - Eberhard Jung (Allemagne)
- no 14 - Jim Clark (États-Unis)
- no 15 - Christine Sloss (États-Unis)
- no 17 - Yoshio Tsuzuki (Japon)
- no 18 - Clifford Chen (Taiwan)
- no 20 - James Weiland (États-Unis)
- no 21 - Valentin Bukhtoyarov (Russie)
- no 23 - Patrik Hannell (Suède)
- no 27 - Peter Mann (France - États-Unis)
- no 29 - Paul Eng (Singapour)
- no 33 - Jingzu Sun (Chine)
- no 38 - Eric (États-Unis)
- no 40 - Chris Ruud (États-Unis)
- no 44 - John Taylor (États-Unis)
- no 45 - Michael Buzzoto (États-Unis)
- no 46 - Hubert Haupt (Allemagne)
- no 47 - Moto (Japon)
- no 52 - Klaus Rader (Allemagne)
- no 54 - M. Luzich (États-Unis)
- no 55 - Masaomi Suzuki (Japon)
- no 61 - Jean-Claude Saada (États-Unis)
- no 66 - Simon Yin (Chine)
- no 67 - Philippe Gladstein (France)
- no 68 - Chengwei Hu (Chine)
- no 69 - Thierry Helvadjian (France)
- no 72 - Andrea Chiesa (Italie)
- no 75 - Lisjanto Tjiptobiantoro (Indonésie)
- no 81 - Alexander West (Suède)
- no 88 - Jamie Davies (Grande-Bretagne)
- no 92 - Greg. B (Italie)
- no 98 - Eric Cheung (Canada)
- no 99 - Oliver B. Lee (Hong Kong)
- no 100 - Guillaume Lasne (France)